# Arousal

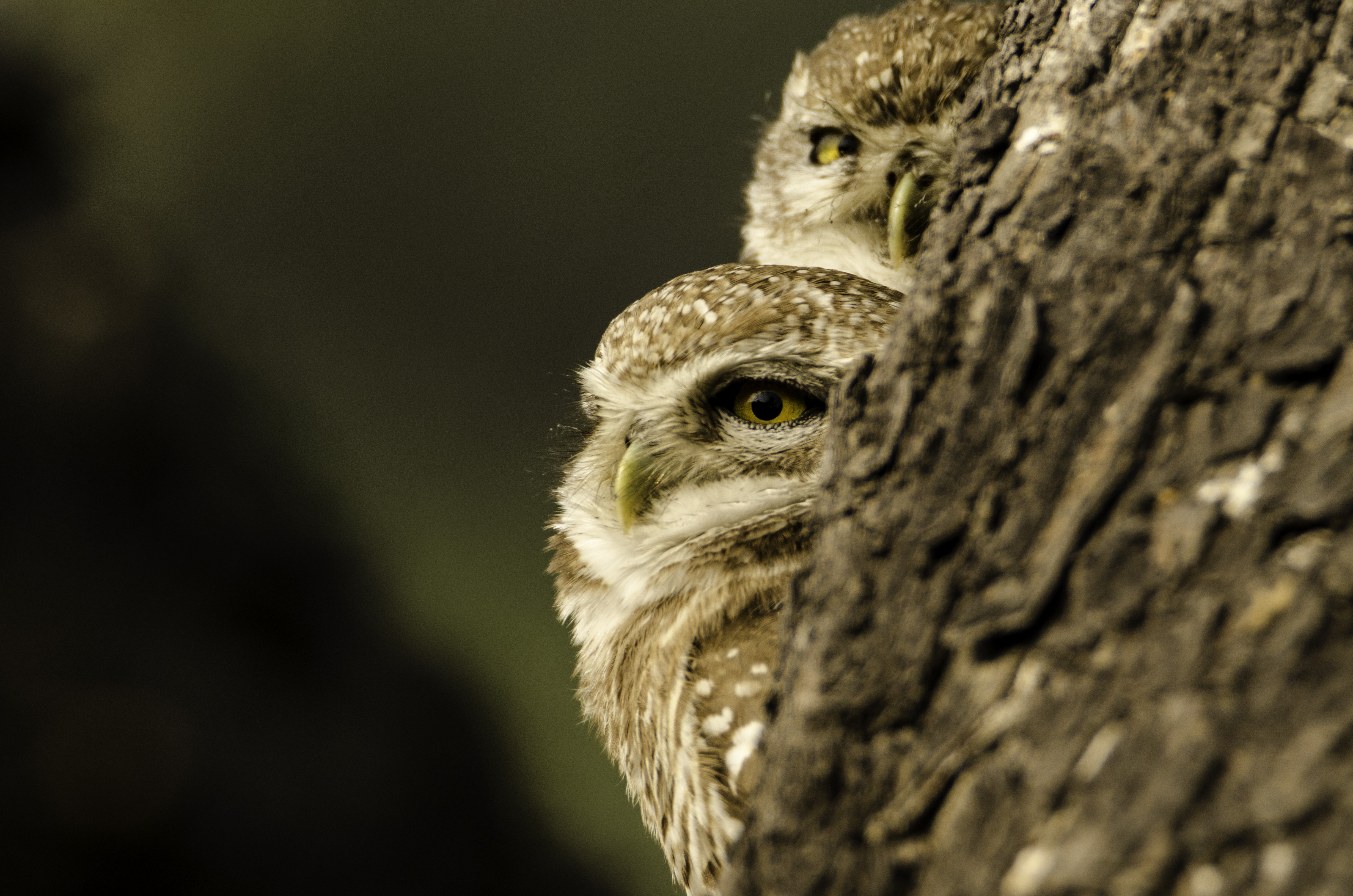
Wachsame und aktivierte Eule

Arousal ist ein Begriff aus der Psychologie und der Physiologie. Er bezeichnet den allgemeinen Grad der Aktivierung des zentralen Nervensystems beim Menschen und bei Wirbeltieren. Charakteristische Merkmale sind u. a. Aufmerksamkeit, Wachheit und Reaktionsbereitschaft.
Ein sehr niedriges Arousal-Level hat man im Schlaf, ein sehr hohes unter anderem bei Schmerzen. Ein starkes Maß an Arousal findet man auch bei durch Ärger, Angst oder sexuelles Verlangen erregten Menschen. Arousal selbst hat jedoch keine emotionale Komponente und ist daher von Erregung zu unterscheiden.
In der psychologischen und neurowissenschaftlichen Forschung wird das Arousal-Niveau häufig über den Hautwiderstand gemessen. Auch im EEG oder im MEG zeigen sich in unterschiedlichen Aktivierungszuständen charakteristische Muster. So deuten im EEG beispielsweise abrupte Frequenzverschiebungen in der elektrischen Aktivität auf eine erhöhte Wachheit hin, die wiederum mit einem höheren Arousal einhergeht. Neben elektrophysiologischen Methoden kommen auch Fragebögen zum Einsatz.

## Neurobiologie
„Arousal ist eine durch ankommende sensorische Impulse ausgelöste, auf den Bahnen der Formatio reticularis des Hirnstamms vermittelte, allgemeine Aktivierung des Cortex mit dem Effekt gesteigerter Aufmerksamkeit oder Wachheit.“

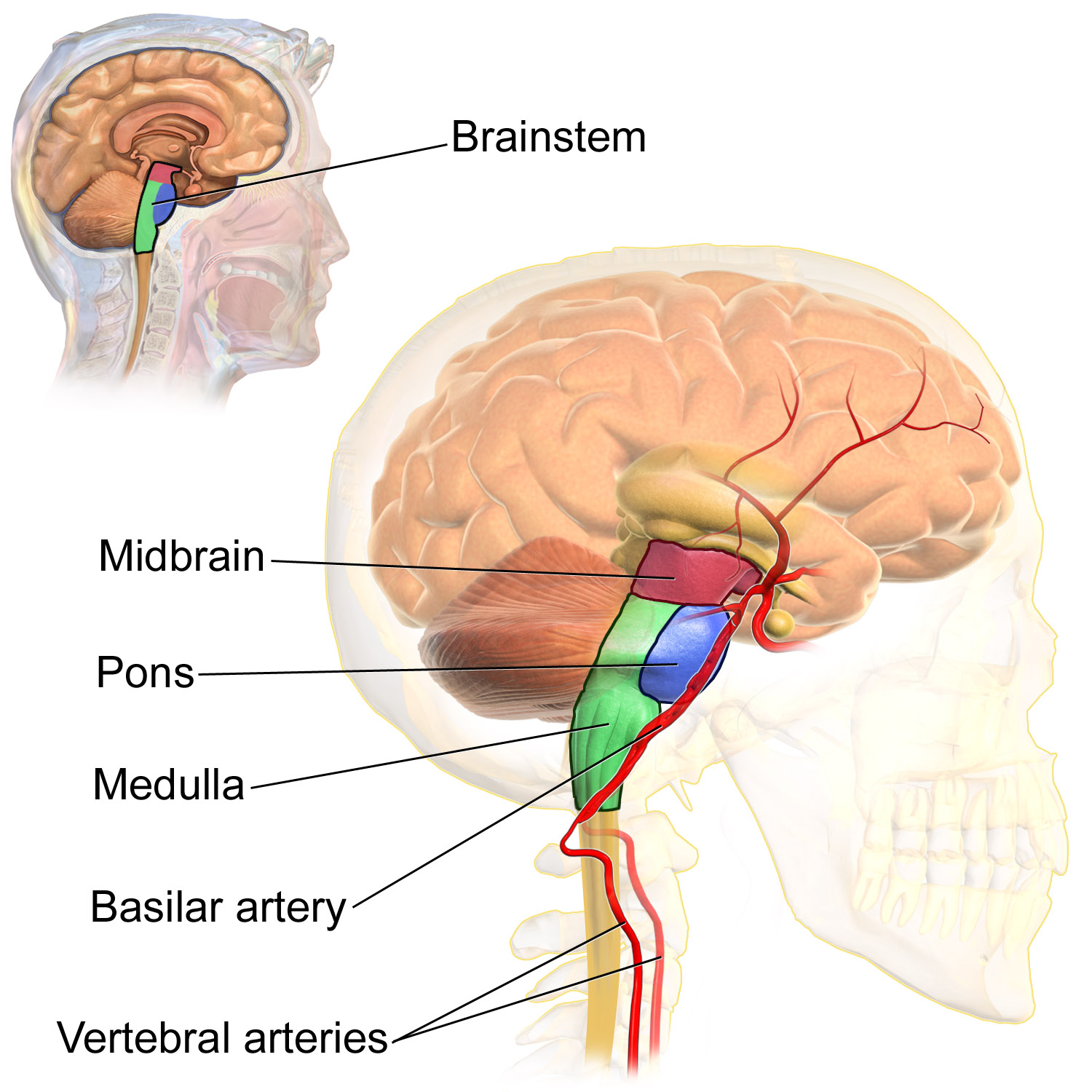
Teile des Hirnstamms, dem Ursprung des Arousal-Systems.

Ausgelöst wird Arousal durch sensorische Impulse auf einen bestimmten Teil des Hirnstamms (Formatio reticularis), durch Stimulation aus der Hirnrinde und durch den Spiegel des Hormons Adrenalin. Über die Formatio reticularis beeinflusst das Arousal den gesamten Organismus, d. h. das Gehirn, vegetatives Nervensystem und somit auch den Stoffwechsel.

## Arousal und Leistung
Im Zustand starken Arousals sind Menschen sehr wach und reaktionsbereit sowie besonders empfänglich für externe Gefahrenreize. Die mentale und physische Leistung ist jedoch nicht mehr optimal. Deshalb ist es zum Beispiel in verärgertem Zustand schwieriger, Wissensinhalte aufzunehmen. Auch Sportler erbringen bei vorhandener Übernervosität seltener Spitzenleistungen.
Bekannt ist dieses erhöhte Arousal auch beim Halten von Reden oder Vorträgen, bei denen der Redner in den Zustand der objektiven Selbstaufmerksamkeit verfällt – man ist aufgeregt.
Den Zusammenhang zwischen Leistung und Arousal zeigt das Yerkes-Dodson-Gesetz von 1908. Demnach können schwere Aufgaben bis zu einem gewissen Level von Arousal bewältigt werden. Das Leistungsvermögen sinkt jedoch mit zunehmendem Anstieg des Arousals. Leichte Aufgaben können zuweilen noch gut bewältigt werden. Jedoch ist auch dieses Leistungsvermögen begrenzt. Bei einem weiteren Ansteigen des Erregungszustandes können dann auch diese Aufgaben nicht mehr bewältigt werden.
Yerkes und Dodson zeigten:
- Es gibt ein optimales Arousal-Niveau, in dem sowohl schwere als auch leichte Aufgaben noch gut bewältigt werden können.
- Ein gewisses Arousal-Niveau ist sogar nötig, um überhaupt Leistung zu erbringen.

Grundsätzlich gilt, dass die höchste Leistungsfähigkeit bei einem mittleren Arousal-Niveau erbracht wird (Eu-Stress). Erst danach kommt es zu einem Abfall der Leistungsfähigkeit, zu Ermüdung, über Erschöpfung bis hin zu einem Zusammenbruch (sog. Disstress).

## Medizinische Bedeutung

### Schlafapnoe-Syndrom
Von einem Arousal spricht man auch beim Schlafapnoe-Syndrom. Durch Atemstillstände während des Schlafes, den Apnoen, kommt es zu einem zu geringen Sauerstoffgehalt des Blutes, einer sogenannten Hypoxämie, bei gleichzeitig erhöhtem Kohlenstoffdioxidgehalt des Blutes, bekannt als Hyperkapnie.
Der damit nicht mehr ausreichend mögliche Sauerstoffaustausch in den Organen wird von Chemorezeptoren erkannt und durch eine Weckreaktion, dem Arousal, überwunden. Diese Weckreaktion führt zwar nicht zu vollem Bewusstsein, bewirkt aber die Wiederaufnahme der Ventilation und so die Normalisierung der Blutgase.
Im EEG ist eine plötzliche Frequenzänderung über mehrere Sekunden zu erkennen. Es kommt vorübergehend zur Aktivierung des Organismus, gesteigerter Aktivität des autonomen Nervensystems, gesteigertem Muskeltonus und einer Absenkung der Reizschwelle.
Die bei dieser Erkrankung typische hohe Anzahl der Arousals beeinträchtigt den Schlaf, der in der Folge nicht mehr erholsam ist. Noch schwerwiegender wirkt sich das auf das Herz-Kreislaufsystem aus, das obstruktive Schlafapnoe-Syndrom ist kausal für kardiovaskuläre Erkrankungen.

### In der Schlafmedizin
Neben den beim Schlafapnoe-Syndrom beschriebenen Arousals unterscheidet man im Zusammenhang mit dem Schlaf und seinen Störungen weitere Typen von Arousals im Sinne von Weckreaktionen. Die Erholsamkeit des Schlafes beeinträchtigen „externe Arousals“, die durch physikalische Reize wie Licht, Erschütterung und Geräusche ausgelöst werden und „intrinsische Arousals“, die Auslöser wie periodische Beinbewegungen oder gastroösophagealen Reflux im Schlaf aufweisen. Daneben treten „physiologische Arousals“ auf, wobei es sich um spontane zentralnervöse Aktivierungen im physiologischen Ablauf des Schlafes handelt, die gewöhnlich die Erholsamkeit des Schlafes nicht beeinträchtigen.
Als „Arousal-Störungen“ werden in der Schlafmedizin bestimmte Schlafstörungen aus der Gruppe der Parasomnien bezeichnet: Schlaftrunkenheit, Schlafwandeln (Somnambulismus) und Pavor nocturnus (Nachtterror).